# Lino Veljak
Lino Veljak (Rijeka, 1950.) filozof je i profesor na Odsjeku za filozofiju Filozofskog fakulteta Sveučilišta u Zagrebu od 1979. godine. Magistrirao je 1976. godine na temu Filozofijske osnove teorije odraza, a doktorirao 1982. godine na temu Filozofija prakse Antonija Gramscija.
Od 1992. godine predstojnik je Katedre za ontologiju, nastale razdvajanjem Katedre za teorijsku filozofiju Gaje Petrovića na posebne katedre za logiku, ontologiju i teoriju spoznaje.
Voditelj je poslijediplomskog doktorskog studija filozofije na Filozofskom fakultetu Sveučilišta u Zagrebu.
Napisao je i uredio desetak knjiga i objavio više desetaka znanstvenih članaka.

## Djela

### Autorske knjige
- Marksizam i teorija odraza, 1979
- Filozofija prakse Antonija Gramscija, 1983
- Horizont metafizike, 1988
- Raspuća epohe, 1990
- Prilozi kritici lažnih alternativa, 2010
- Uvod u ontologiju, 2019

### Uredničke knjige
- Between Authoritarianism and Democracy. I: Institutional Framework, 2003
- Between Authoritarianism and Democracy. II: Civil Society and Political Culture, 2005
- Gajo Petrović – čovjek i filozof, 2007
- Filozofija i suvremenost. Zbornik radova s konferencije povodom 80. obljetnice rođenja Danila Pejovića, 2010
- Gajo Petrović, filozof iz Karlovca, 2014
- Znanost, filozofija i suvremenost, 2015

### Znanstveni radovi (izbor)
- Marksov pojam revolucije, Praxis, 11(1974), br. 3-5, str. 303-316
- Uspon i kriza ideje napretka, Helios 1(1998), br. 1, str. 35-42
- O metodi istraživanja nacionalne filozofijske baštine, u: Otvorena pitanja povijesti hrvatske filozofije, Institut za filozofiju, Zagreb 2000, str. 61-68
- Budućnost filozofije, u: Znanost za 21. stoljeće, Klub hrvatskih humboldtovaca, Zagreb 2001, str. 9-17
- Povijesno mišljenje u djelu Milana Kangrge, Filozofska istraživanja, 24(2004), br. 94-95, str. 701-706

## Vanjske poveznice
- Odsjek za filozofiju » Prof. dr. sc. Lino Veljak
- Pregled po znanstveniku: Lino Veljak (MB: 51844)
- Novosti :: Lino Veljak Da li je Jugoslavija uopće na pravom putu?